# José Ignacio
José Ignacio é um balneário uruguaio localizado no município de Garzón, no sudeste do departamento de Maldonado.
Está situado sobre a costa do Oceano Atlântico, a leste da Laguna José Ignacio, no km 183 da rota nacional 10. Localiza-se a cerca de 30 km da cidade de Punta del Este e da capital departamental, Maldonado.

## História
Existem duas versões sobre a origem do nome do balneário: uma o atribui a um antigo morador chamado José Ignacio Sylveira, e outra a um tropeiro indígena das Missões Jesuíticas. Em 1763, a região recebeu uma estância denominada "José Ignacio", criada por Pedro de Cevallos.
O Farol de José Ignacio foi inaugurado em 1877 para evitar naufrágios. Inicialmente sob responsabilidade da empresa Costa e Cia., passou ao controle do Estado uruguaio em 1907. O acesso à área era realizado por cavalo, carruagens ou via marítima.
A partir de 1907, iniciou-se o loteamento da área, porém apenas no final da década de 1920 surgiram as primeiras construções sólidas e comércio local. Em 1954, foi construída a estrada que liga a região, acompanhada pelo início do serviço de ônibus para San Carlos. Na década de 1960, o balneário passou a atrair turistas argentinos e celebridades, promovendo o crescimento de restaurantes exclusivos.

## Características
José Ignacio é uma península pequena, com aproximadamente 2 km de comprimento por 800 metros de largura. A oeste está a Praia Brava, famosa por suas ondas e amplitude, e a leste a Laguna Garzón.
As lagoas Garzón e José Ignacio cercam a região, favorecendo a pesca costeira e marítima. A culinária local destaca peixes frescos, mariscos e algas. Entre as lagoas situa-se a Laguna Blanca, cujas águas doces complementam o abastecimento hídrico.
O balneário inclui áreas residenciais de luxo e praias isoladas que se estendem até a Laguna Garzón. Em dezembro de 2015, foi inaugurada uma ponte circular sobre a Laguna Garzón, conectando Maldonado ao departamento de Rocha.

## População
Segundo o censo de 2011, a população de José Ignacio é de 292 habitantes.